# Großpetersdorf
Großpetersdorf (węg. Nagyszentmihály, burg.-chorw. Veliki Petrštof, rom. Simeha) – gmina targowa w Austrii, w kraju związkowym Burgenland, w powiecie Oberwart. 1 stycznia 2014 liczyła 3,54 tys. mieszkańców.